# 大散關
大散关，古称散关，位于今日陕西宝鸡西南17公里大散嶺上，扼守汉中地区通往关中地区的陈仓古道，現为宝成铁路和陕西省道S212穿越经过，与武关、潼关、萧关并称为「关中四关」。
据传说，该地原为西周初年名臣散宜生的封地，因而得名。历史上该地为兵家必争之地，大小战役70余次。其中较著名的有：
前206年，刘邦部将韩信以“明修栈道暗渡陈仓”之计击败章邯，夺取大散关，开始楚汉争霸战争，劉邦在此建立基業。
228年，诸葛亮率蜀汉军出大散关，谋取关中；但多次被司馬懿阻止。
1131年，南宋将领吴玠、吴璘在大散关击败以兀术为首的金朝军队，1141年紹興和議後，宋金确定了秦岭为两国分界，以大散关為界。此後宋金两国在大散关附近多次发生战斗，著名诗人陆游也曾在此驻守，一句“铁马秋风大散关”使得该地之名千古流传。现该地为著名旅游景点。陳子昂、李商隱等人亦對此地吟誦一番。